# إندونيسيون عبر البحار
إندونيسي عبر البحار هو شخص من أصل إندونيسي يعيش خارج إندونيسيا. هذا المصطلح ينطبق على الإندونيسي سواء مولداً أو انحداراً الذين هم مواطنون أو مقيمون بصفة مؤقتة